# Potamethus scotiae
Potamethus scotiae är en ringmaskart som först beskrevs av Pixell 1913.  Potamethus scotiae ingår i släktet Potamethus och familjen Sabellidae. Inga underarter finns listade i Catalogue of Life.